# Réchicourt-le-Château
Réchicourt-le-Château település Franciaországban, Moselle megyében. Lakosainak száma 555 fő (2022. január 1.). Réchicourt-le-Château Avricourt, Azoudange, Foulcrey, Gondrexange, Maizières-lès-Vic és Moussey községekkel határos.

## Népesség
A település népessége az elmúlt években az alábbi módon változott:
| Lakosok száma | 982  | 931  | 825  | 559  | 590  | 552  | 541  | 557  | 564  | 555  |
|               | 1968 | 1982 | 1990 | 2006 | 2013 | 2015 | 2017 | 2019 | 2020 | 2022 |